# Bassin de Sudbury

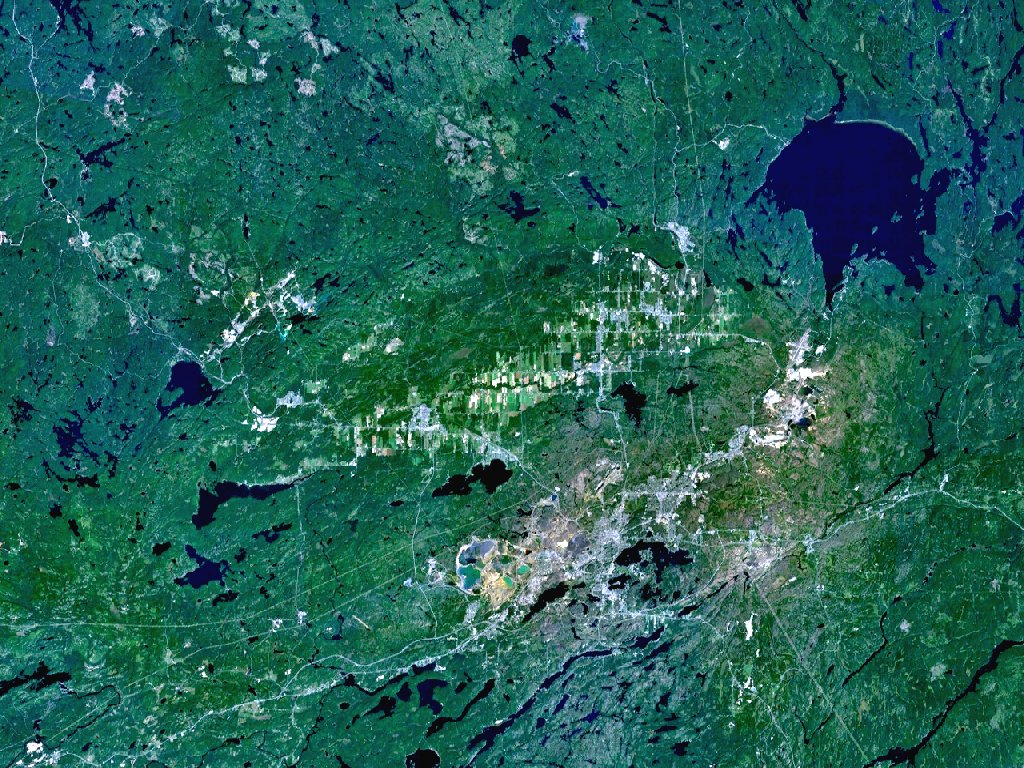
Image NASA World Wind prise d'un satellite du Bassin de Sudbury.

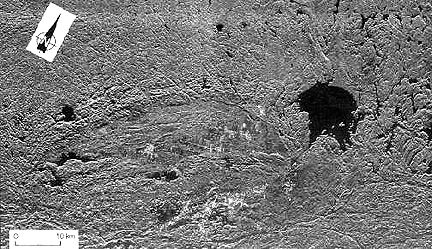
Image prise depuis la navette Challenger en 1984.

Le bassin de Sudbury, également connu comme la structure de Sudbury, est une des structures géologiques les plus importantes de la province de l'Ontario au Canada. C'est le second plus grand cratère d'impact connu sur Terre, ainsi que l'un des plus anciens.
Le bassin est situé sur le Bouclier canadien dans la ville de Grand Sudbury. Les anciennes municipalités de Rayside-Balfour et Vallée Est se situent dans le bassin de Sudbury. Le noyau urbain de l'ancienne ville de Sudbury est situé à la périphérie sud du bassin.
Le bassin de Sudbury est situé près d'un certain nombre d'autres structures géologiques, dont l'anomalie magnétique de Temagami, le lac Wanapitei (un autre cratère), l'extrémité ouest de la Graben d'Ottawa-Bonnechere, et l'extrémité orientale de la zone tectonique des Grands Lacs, bien qu'aucune de ces structures ne soient directement liées les unes aux autres, d’un point de vue processus géophysiques.

## Formation et structure

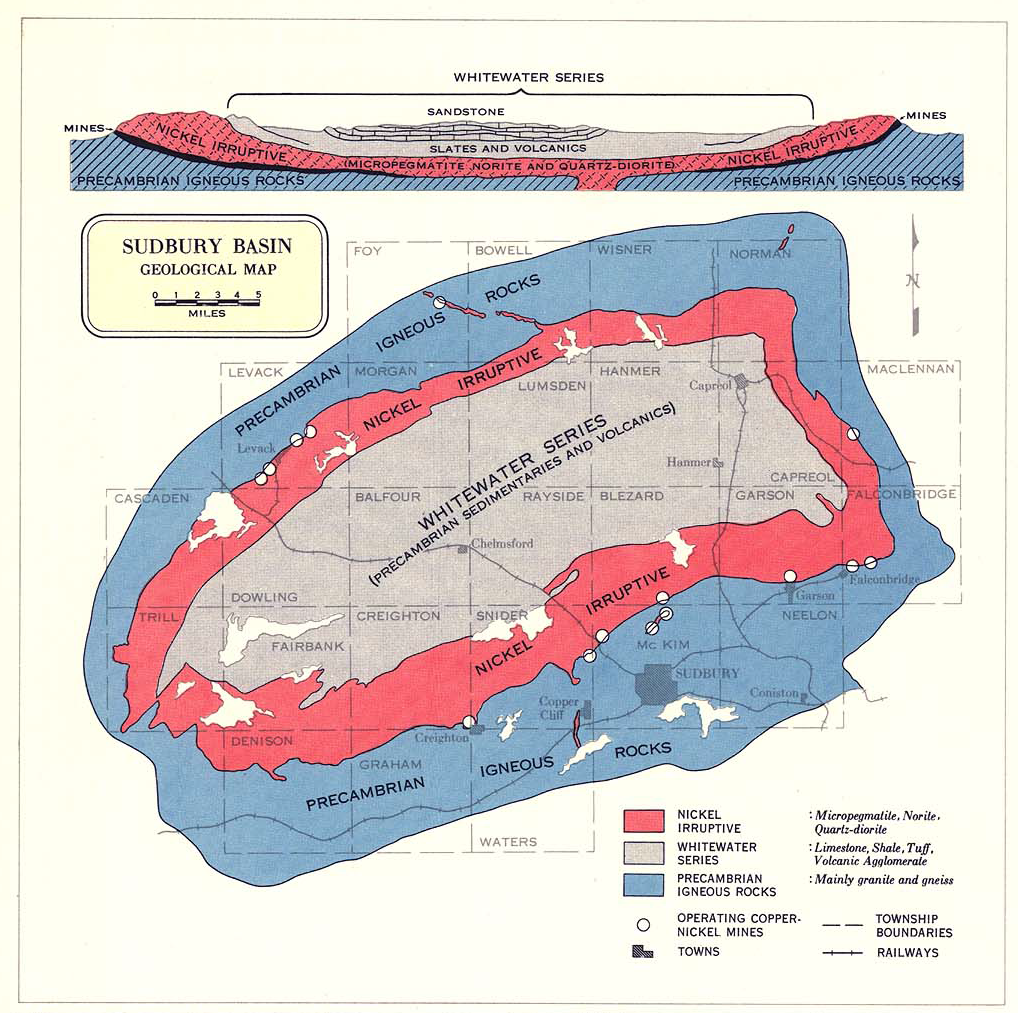
Carte montrant la géographie du Bassin.

Le bassin de Sudbury s'étend sur 62 km de long, 30 km de large et 15 km de profondeur. Le bassin s’est formé après l’impact d’une météorite (ou plutôt une comète,) d'environ 10 à 15 km de diamètre qui s'est produit il y a 1,849 milliard années à l’ère paléoprotérozoïque.
Les débris de l'impact ont été éparpillés sur une superficie de 1 600 000 km2 et ont parcouru plus de 800 km, des fragments de roches éjectés lors de l'impact ont été ainsi retrouvés dans le Minnesota. Les simulations suggèrent qu’après un tel impact, les débris ont été très probablement dispersés dans le monde entier, mais ont depuis été érodés. La taille actuelle du bassin de Sudbury est considérée comme une petite portion du cratère d’environ 250 km de diamètre créé par la météorite lors de l’impact.
Les processus géologiques ont depuis lors déformé le cratère dans sa forme actuelle, ovale et plus petite. Le bassin de Sudbury serait le troisième plus grand cratère sur Terre, après les 500 km de Maniitsoq au Groenland et les 300 km de Vredefort en Afrique du Sud, et devance les 170 km du Chicxulub dans le Yucatán, au Mexique (responsable de la disparition des dinosaures).
Cinq événements majeurs sont à l’origine de la déformation de la structure principale de Sudbury (par âge décroissant) :
1. Formation du complexe igné de Sudbury (en) (1849 Ma)[5] ;
2. Orogenèse pénokéenne (1890-1830 Ma) ;
3. Orogenèse Mazatzal (1700-1600 Ma)[6] ;
4. Orogenèse de Grenville (1400 - 1000 Ma) ;
5. Formation du Cratère du lac Wanapitei, par un impact (37 Ma).

## Discussions sur l'origine
Jusque dans le milieu des années 1970, les géologues n’étaient pas entièrement sûrs que certaines parties du bassin de Sudbury aient des origines météoritiques. La cause principale était due à l’activité volcanique ayant eu lieu dans la région à la même époque que l’impact.
Considérant l’époque à laquelle a eu lieu l’impact, il y a quelque 1,8 milliard d'années, il était difficile de le prouver avec la technologie des années 1970, notamment à cause de l'érosion et d’autres processus géologiques qui ont considérablement reconfiguré le terrain et les roches au fil du temps. Depuis, une couche de cendres et de conglomérats, associée à l’impact, a été retrouvée.
En 2014, une étude de Petrus et coll. a permis de postuler qu'il s'agissait en fait d'une comète, notamment d'après la concentration en minéraux,.

## Utilité moderne

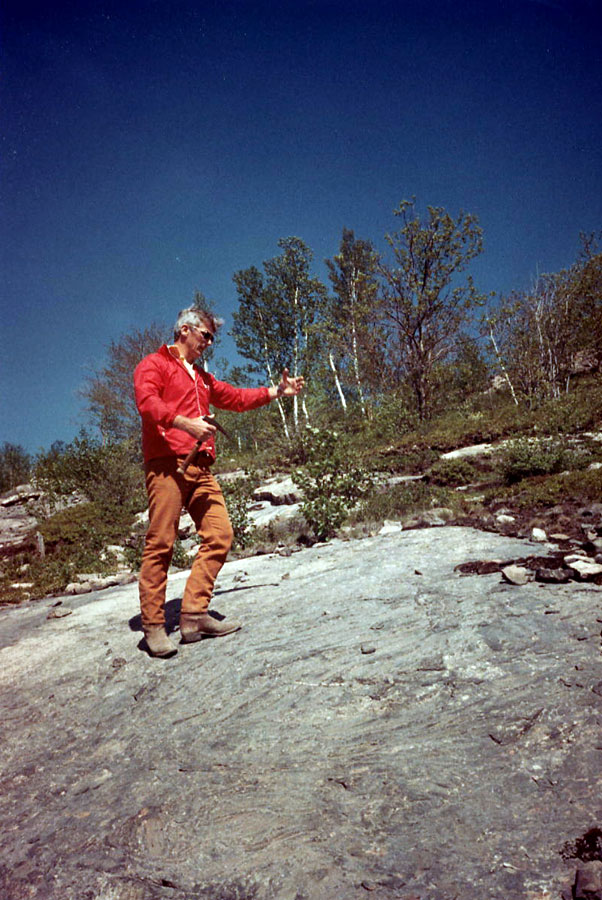
Eugene Cernan participe à une formation géologique à Sudbury, le 24-25 mai 1972.

Le grand cratère est rempli de magma contenant du nickel, du cuivre, du platine, du palladium, de l'or et d'autres métaux. En 1856, le géomètre Albert Salter a découvert des anomalies magnétiques situées dans la région qui sont évocatrices de gisements miniers. La zone a ensuite été examinée par le géologue Alexander Murray qui a confirmé « la présence d'une immense masse magnétique ».
En raison de l'éloignement de la région de Sudbury, la découverte de Salter n'a pas eu beaucoup d'impact immédiat à l’époque. La construction ultérieure du chemin de fer Canadien Pacifique à travers la région a cependant rendu l'exploitation minière plus réalisable. Le développement des mines a eu lieu en 1883 lorsque le dynamitage d’une zone pour la construction de chemins de fer a révélé une forte concentration de nickel et de minerai de cuivre (site de la mine Murray).
Grâce à ces importants gisements miniers, la région de Sudbury est l’un des plus grands fournisseurs mondiaux de nickel et de cuivre. La plupart des gisements se situent sur le pourtour du bassin.
En mai 1972, la NASA s'était préparée pour la mission Apollo 17 en utilisant le bassin comme exercice de formation pour étudier les cônes de choc.

## Sources
- (en) Cet article est partiellement ou en totalité issu de l’article de Wikipédia en anglais intitulé « Sudbury Basin » (voir la liste des auteurs).